# Miss France 1929
Miss France 1929 est la 5e élection de Miss France. 
Germaine Laborde, Miss Gascogne 1928 remporte le titre et succède à Raymonde Allain, Miss France 1928.
La même année, Marguerite Dufresne (17 ans) est élue Miss France 1929 au cours d'un gala au Lido organisé le 9 novembre 1928 par la revue l'Officiel de la Couture et de la Mode de Paris. Le jury était présidé par le peintre Van Dongen.   

## Déroulement
1200 candidates se présentent à l'élection, puis 180 sont sélectionnées pour accéder à l'étape suivante. Yvette Labrousse, qui sera par la suite Miss France 1930 puis bégum d'Aga Khan III, termine deuxième, éliminée à cause de sa taille (1,83 m).

## Jury
- Kees van Dongen, peintre

## Classement final
| Résultat final   | Candidate        | Région             |
| ---------------- | ---------------- | ------------------ |
| Miss France 1929 | Germaine Laborde | Miss Gascogne      |
| 1re dauphine     | Yvette Labrousse | Reine de Lyon      |
| 2e dauphine      |                  | Miss Bourgogne     |
| 3e dauphine      |                  | Miss Alsace        |
| 4e dauphine      |                  | Miss Île-de-France |